# 19547 Коллієр
19547 Коллієр (19547 Collier) — астероїд головного поясу, відкритий 10 травня 1999 року.
Тіссеранів параметр щодо Юпітера — 3,651.